# Media convertor

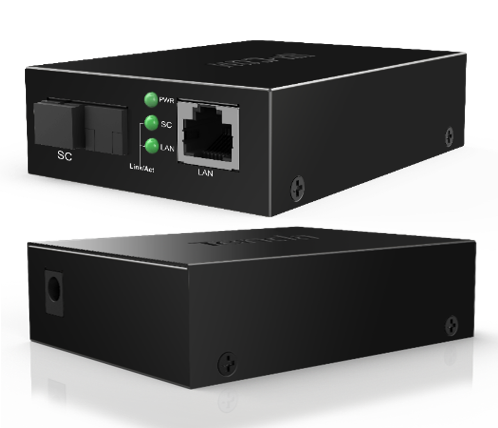
Un media convertor, de la Tenda, cu 1 port RJ45 Gigabit pentru conectare cablu cupru Ethernet în fibră optică single-mode cu 2 conectori SC la 1Gbps, și invers. Este alimentat de un adaptor CA în CC. Lungimea de undă de transmisie pe fibra singlemode (SM) este de 1550nm și recepție 1310nm, având 2 conectori SC pe convertor.

Un media convertor sau mai exact un convertor media fibră este un dispozitiv simplu de rețea care face posibilă conectarea a două tipuri de media diferite, cum ar fi datele transmise prin impulsuri electrice pe cablu cupru Ethernet  pereche răsucită (cablu torsadat), în semnal optic trimis prin cabluri de fibră optică . Acestea au fost introduse în industrie în anii 1990 și sunt importante în interconectarea sistemelor bazate pe cablare cu fibră optică cu sistemele existente de cablare structurată pe bază de cupru. Ele sunt, de asemenea, utilizate în serviciile de acces la rețelele metropolitane (MAN) și de transport de date între sucursalele întreprinderilor.
Un media convertor este un dispozitiv care transferă datele, informația de pe un mediu de transmitere pe altul. 

## Terminologie
Conectarea echipamentelor de calcul se poate realiza diferite suporturi de transmisie sau medii de transmisie:
- Cu ghidare fizică
  - Cablu torsadat - prin impulsuri electrice.
  - Cablu coaxial - prin impulsuri electrice.
  - Fibră optică sau fibră de sticlă sau plastic - prin unde electromagnetice din spectrul luminos (aproape vizibil).
- Fără ghidare fizică
  - Wi-Fi - prin unde electromagnetice din spectrul radio

Fibra optică poate fi de 2 tipuri. Single Mode (SM) și Multimode (MM) sunt numele date la două modele concurente de fibră optică bazate pe câte căi de lumină sunt transmise de-a lungul miezului fibrei – single mode, adică "o cale", sau multimod, adică "mai mult de o cale". Un mod poate fi descris ca o "cale" sau "rază" de lumină în miezul fibrei optice.
Conectorii fibrei optice pot fi de mai multe tipuri: LC, SC, MTP, ST, FC.

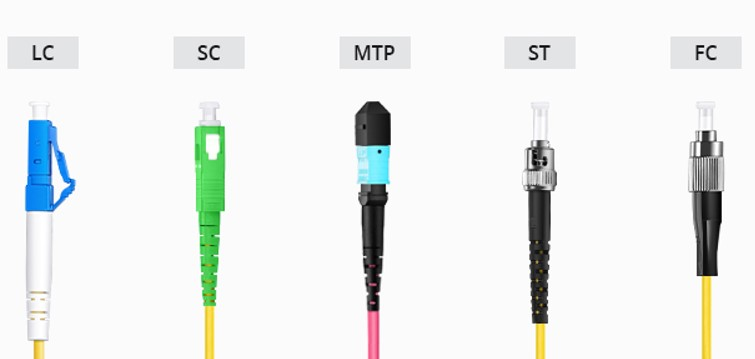
Conectori LC, SC, MTP, ST, FC de pe fibra optică pentru conectarea la un modul fibră optică

Conectorii RJ45, cunoscuți și ca 8P8C, sunt o parte integrantă a rețelelor Ethernet și sunt folosiți pe scară largă în media convertoare. Aceștia permit conectarea ușoară și fiabilă a dispozitivelor precum computere, routere, modemuri, televizoare, imprimante, camere industriale sau telefoane VoIP. La nivelul cel mai elementar, conectorii RJ45 sunt dispozitive modulare de interconectare, cuplate cu un cablu, care asigură comunicarea de date către diverse sisteme electronice. Aceștia conțin 8 contacte și 8 poziții ale firelor utilizate pentru semnale sau alimentare, ceea ce înseamnă că acceptă 4 perechi de fire răsucite.
Pentru a realiza o conexiune cu ajutorul conectorilor RJ45, este nevoie de un cablu Ethernet cu fire din cupru. Aceste cabluri sunt disponibile în diferite categorii, precum Cat5e, Cat6 și Cat7, fiecare având capacități de transmitere a datelor și performanțe diferite.
Pe cupru semnalul binar informatic se trimite prin impulsuri electrice iar pe fibra optică prin impulsuri luminoase.

## Tehnologii și tipuri de conversie media
Convertoarele media din fibră acceptă multe protocoale diferite de comunicație de date, inclusiv Ethernet, Fast Ethernet, Gigabit Ethernet, T1/E1/J1, DS3/E3, precum și mai multe tipuri de cablare, cum ar fi coaxial, pereche răsucită, fibră optică multimod și monomod. . Tipurile de convertoare media variază de la dispozitive autonome mici și convertoare de carduri PC până la sisteme de șasiu cu densitate mare de porturi care oferă multe caracteristici avansate pentru gestionarea rețelei.
Pe unele dispozitive, Protocolul simplu de gestionare a rețelei (SNMP) permite gestionarea proactivă a stării conexiunii, monitorizarea statisticilor de mediu ale șasiului și trimiterea capcanelor către managerii de rețea în cazul unei ruperi de fibră sau chiar al pierderii conexiunii pe portul de cupru.
Convertoarele media din fibră pot conecta diferite medii de rețea locală (LAN), modificând setările duplex și de viteză. Schimbarea convertoarelor media poate conecta diferite segmente de rețea de viteză. De exemplu, hub-urile semi-duplex existente pot fi conectate la segmentele de rețea Fast Ethernet 100BASE-TX prin fibră 100BASE-FX.

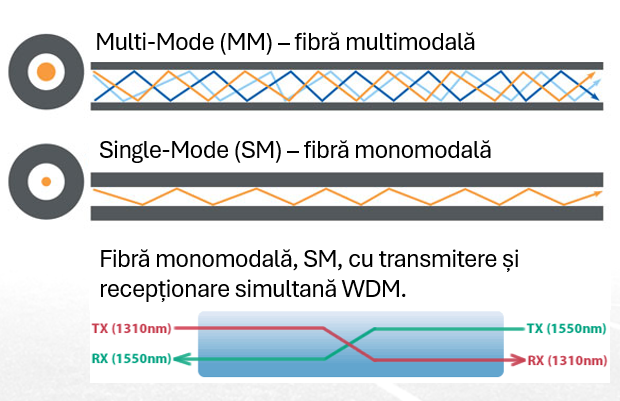
WDM

Cu tehnologia WDM (Wavelength-Division Multiplexing), unele convertoare media pot transmite datele cu un singur model de fibră optică, ceea ce economisește jumătate din costurile de implementare a cablurilor pentru clienți. WDM utilizează frecvențe separate de transmisie și recepție pentru a comunica pe o singură fibră optică. Tehnologia WDM se bazează pe faptul că fibrele optice pot transporta mai multe lungimi de undă de lumină simultan, fără interacțiune între fiecare lungime de undă. Tehnologia de multiplexare cu diviziune în lungime de undă (WDM) în LAN este deosebit de benefică în situațiile în care fibra este în aprovizionare limitată sau este costisitoare de furnizat. Pe lângă convertoarele convenționale cu fibre duble, cu porturi separate de recepție și transmisie, există și convertoare cu fibre monocatenare, care pot extinde transmisia de date full-duplex până la 120 de kilometri pe o fibră optică. 
Alte beneficii ale conversiei media includ furnizarea unei căi de migrare treptată de la cupru la fibră. Conexiunile de fibră pot extinde foarte mult raza de acțiune și pot reduce interferențele electromagnetice.
De asemenea, convertoarele media din fibră reprezintă o soluție alternativă pentru comutatoarele care nu acceptă fibră. Swiciurile obișnuite pot folosi convertoare media de fibră pentru a se conecta la o rețea de fibră.

## Tipuri de convertoare

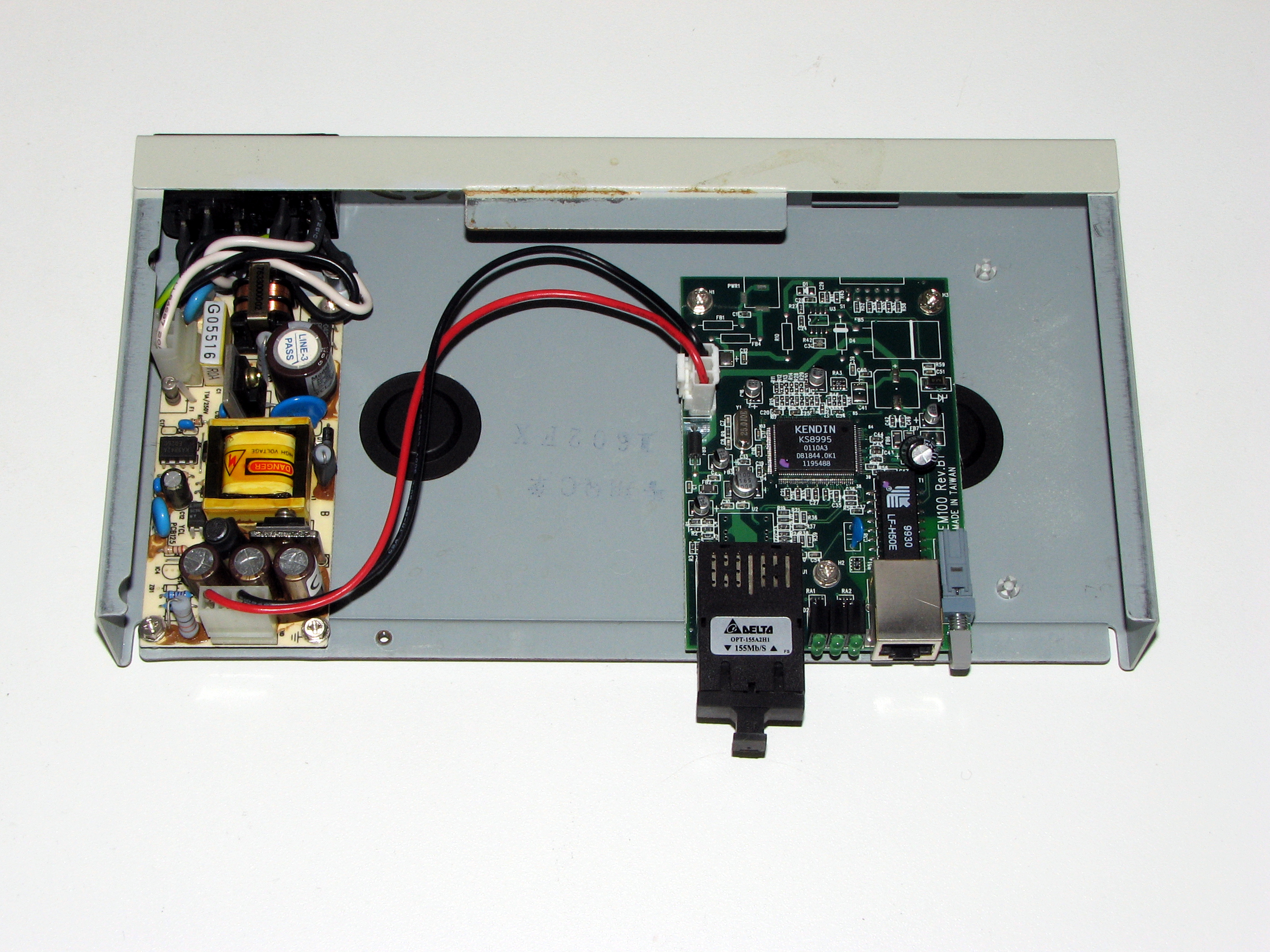
Carcasa deschisă a unui convertor media Fast Ethernet cu comutare (100BASE-TX la 100BASE-FX folosind conectorul SC).

Convertoarele simple – când setările de viteză și duplex pe ambele medii sunt identice – constau din două perechi de transmițătoare/receptoare, fiecare cu interfețele lor dependente de mediu (atunci când nu este necesară recodificarea datelor ) sau interfețele lor independente de media unite între ele înapoi la -spate într-un mod dual-simplex . Ele pot transporta fie trafic semi-duplex, fie full-duplex, dar ambele părți trebuie să se potrivească.

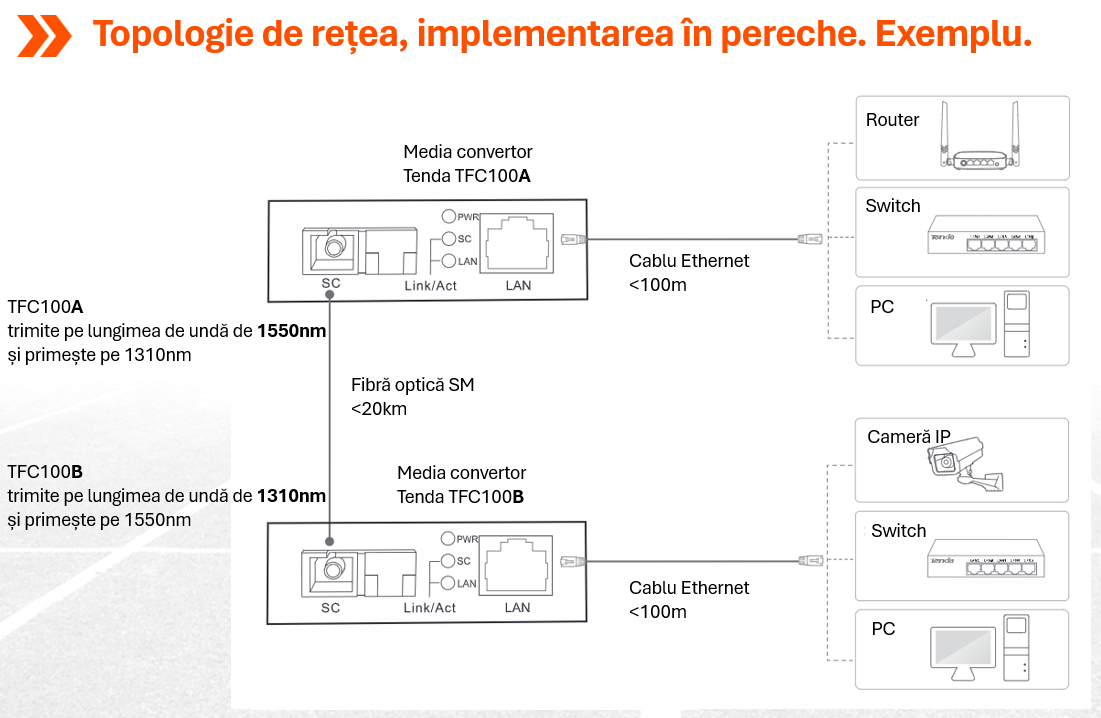
Implementarea în rețea a unor media convertoare în pereche Tenda TFC100A și TFC100B.

Convertizoarele de comutare conțin o punte de rețea și pot conecta două segmente semi-duplex fără a-și uni domeniile de coliziune.
Convertoarele gestionate sunt de obicei de tip comutare (switching) și pot fi gestionate în plus printr-o conexiune din rețea, dintr-un browser web, sau o consolă locală. Cu toate acestea, cel mai adesea transceiver-uri conectabile sunt utilizate în schimb atunci când există deja echipamente adecvate.
Convertoare montabile în rack
Media convertoarele montabile în rack sunt o soluție excelentă pentru gestionarea și organizarea mai multor convertoare în același loc. Acestea sunt adesea utilizate în rețelele de fibră optică pentru a facilita conversia semnalelor și pentru a îmbunătăți eficiența rețelei.

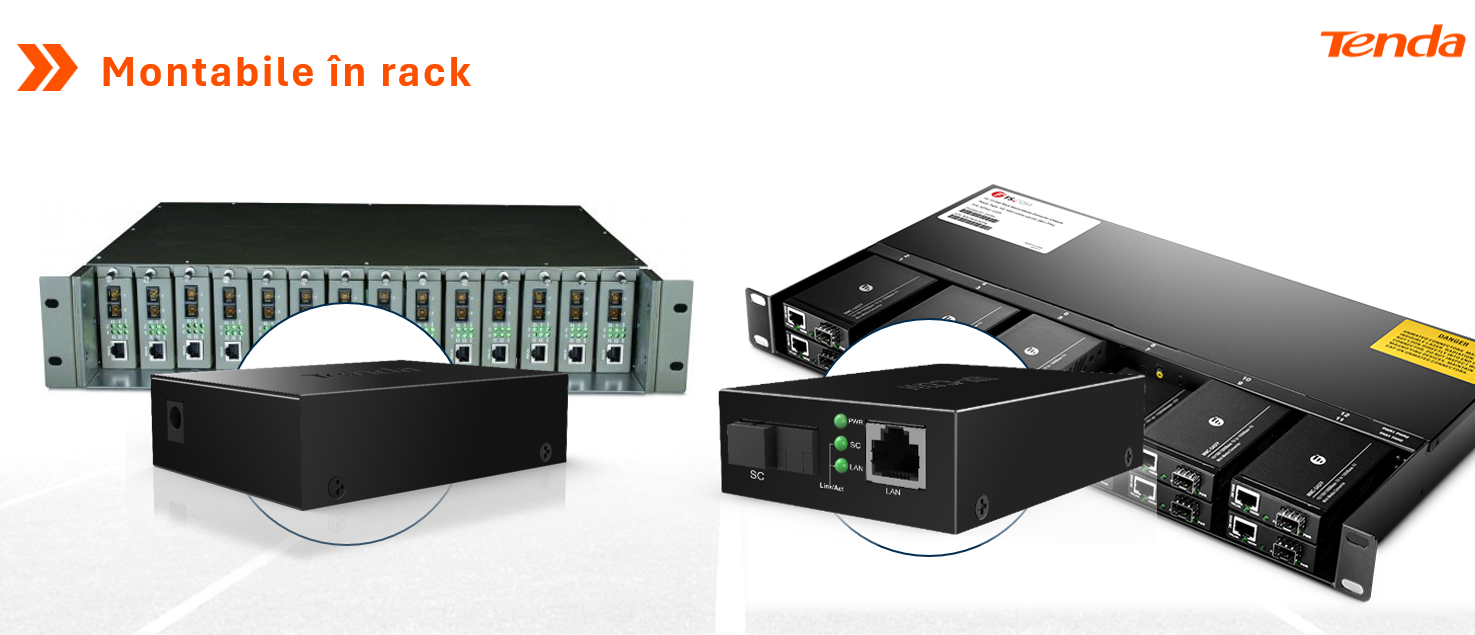
Media convertoare Tenda cu dimensiunea standard de 95 x 72 x 26 mm montabile în rack, mai exact în șasiuri pentru rack.

Un exemplu de astfel de dispozitiv este rack-ul de media convertoare cu 14 porturi, 2U în care se montează 14 media convertoare cu dimensiunea 95 x 72 x 26 mm.
Rack-urile de media convertoare (denumite și șasiuri) sunt utilizate pentru organizarea și gestionarea m ai multor convertoare în același loc. Media convertoarele, respectiv cardurile se introduc în rack,  împărțind astfel aceeași sursă de alimentare.